# Elette 1961-1962
Il campionato Elette 1961-1962 ha rappresentato la quarantesima edizione del massimo campionato italiano di pallacanestro.
Le 12 squadre di massima serie si incontrano in un girone all'italiana con partite d'andata e ritorno. La prima in classifica vince lo scudetto (quest'anno assegnato per mezzo di uno spareggio) e le ultime due retrocedono direttamente. La Simmenthal Milano batte allo spareggio la campionessa uscente Ignis Varese; al terzo posto si classifica la Virtus Bologna.

## Classifica
|  |     | Classifica finale 1961-1962 | Pt | G  | V  | P  | PtF  | PtS  |
|  | --- | --------------------------- | -- | -- | -- | -- | ---- | ---- |
|  | 1.  | Simmenthal Milano           | 41 | 22 | 19 | 3  | 1688 | 1373 |
|  | 2.  | Ignis Varese                | 41 | 22 | 19 | 3  | 1872 | 1532 |
|  | 3.  | Virtus Bologna              | 37 | 22 | 15 | 7  | 1694 | 1419 |
|  | 4.  | Levissima Cantù             | 36 | 22 | 14 | 8  | 1598 | 1483 |
|  | 5.  | Petrarca Padova             | 35 | 22 | 13 | 9  | 1459 | 1449 |
|  | 6.  | Libertas Biella             | 33 | 22 | 11 | 11 | 1357 | 1391 |
|  | 7.  | Algor Pesaro                | 32 | 22 | 10 | 12 | 1653 | 1577 |
|  | 8.  | Lazio Migar Roma            | 31 | 22 | 9  | 13 | 1451 | 1529 |
|  | 9.  | Libertas Livorno            | 31 | 22 | 9  | 13 | 1448 | 1551 |
|  | 10. | Stella Azzurra Roma         | 30 | 22 | 8  | 14 | 1395 | 1504 |
|  | 11. | Zoppas Ginnastica Goriziana | 26 | 22 | 4  | 18 | 1388 | 1837 |
|  | 12. | Ursus Gomma Vigevano        | 23 | 22 | 1  | 21 | 1235 | 1600 |

## Spareggio scudetto
| Bologna 19 aprile | Simmenthal Milano | 68 – 61 | Ignis Varese |  |

## Verdetti
- Campione d'Italia:  Olimpia Simmenthal Milano

Formazione: Binda, Sandro Gamba, Giandomenico Ongaro, L. Ongaro, Gianfranco Pieri, Sandro Riminucci, Gianfranco Sardagna, Claudio Velluti, Corrado Vescovo, Paolo Vittori, Cesare Volpato. Allenatore: Cesare Rubini.
- Retrocessioni in Serie A: Zoppas Goriziana e Ursus Gomma Vigevano.